# Pestrečinskij rajon
Il Pestrečinskij rajon (in russo Пестречинский район?, in tataro: Питрә́ч районы́) è un municipal'nyj rajon della Repubblica Autonoma del Tatarstan, in Russia. Istituito il 10 agosto 1930, occupa una superficie di 1 339,54 chilometri quadrati, conta 62 094 abitanti ed è suddiviso in 21 comuni rurali. Il centro amministrativo è il villaggio di Pestrecy.